# Каналонга
Каналонга је насеље у Италији у округу Салерно, региону Кампанија.
Према процени из 2011. у насељу је живело 1002 становника. Насеље се налази на надморској висини од 547 м.

## Становништво
| 1951. | 1961. | 1971. | 1981. | 1991. | 2001. | 2011. |
| ----- | ----- | ----- | ----- | ----- | ----- | ----- |
| 1.247 | 1.296 | 1.176 | 1.174 | 1.127 | 1.146 | 1.081 |